# Karol Henryk Martens

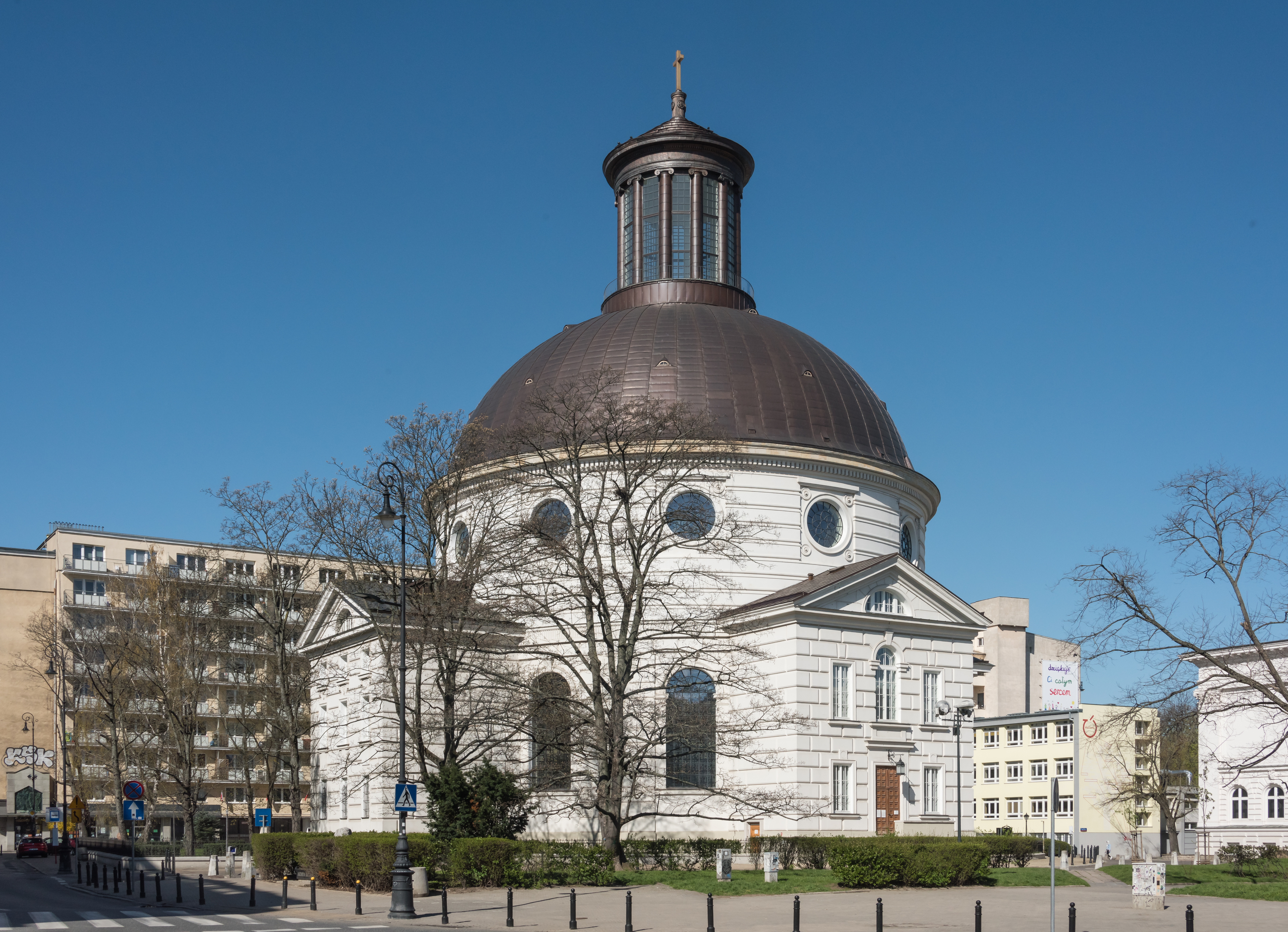
Kościół parafii ewangelicko-augsburska w Warszawie, którą wspierał Karol Henryk Martens

Karol Henryk Martens (ur. 15 października 1868 w Warszawie zm. 5 sierpnia 1948) – przedsiębiorca budowlany, inżynier, filantrop, działacz społeczny.

## Życiorys
Wychowywał się w spolonizowanej rodzinie, jego ojcem był urodzony w Danii przedsiębiorca, Fryderyk Martens (ok. 1839–1899). Karol Martens w Warszawie ukończył szkołę średnią, następnie wyjechał do Kolonii na dalsze studia, które ukończył w Wyższej Szkole Budowlanej.
W 1899 stworzył wraz z Adolfem Daabem spółkę akcyjną „Fr. Martens i A. Daab” (firma w swoim najlepszym okresie zatrudniała przeszło trzy tysiące pracowników).
Przez czterdzieści cztery lata Martens był prezesem założonego przez siebie w 1904 Stowarzyszenia Zawodowego Przemysłowców Budowlanych, założył również „Przegląd Budowlany”. W latach trzydziestych pełnił funkcję wiceprezesa Międzynarodowej Federacji Budownictwa i Robót Publicznych w Brukseli. W uznaniu zasług dla budownictwa Rada Wydziału Inżynierii Politechniki Warszawskiej przyznała mu tytuł inżyniera budownictwa lądowego.
Martens angażował się w prace społeczne, finansował działalność parafii ewangelicko-augsburskiej, której był kuratorem, materialnie wspierał podczas okupacji warszawskich profesorów. Po wojnie aktywnie włączył się w odbudowę zniszczonego w 1939 kościoła przy placu Małachowskiego.
Miał dwie córki oraz dwóch synów z małżeństwa z Emilią z Jungów.
Został pochowany w alei 53 nr 42 cmentarza ewangelicko-augsburskiego w Warszawie (aleja 53, grób 32).

## Ordery i odznaczenia
- Krzyż Kawalerski Orderu Odrodzenia Polski
- Złoty Krzyż Zasługi (9 listopada 1931)[3]